# Sahara – Abenteuer in der Wüste
Sahara – Abenteuer in der Wüste ist ein US-amerikanischer Abenteuerfilm aus dem Jahr 2005, der auf dem Roman Operation Sahara des US-amerikanischen Autors Clive Cussler basiert.

## Handlung
Eine unbekannte Seuche breitet sich in Westafrika aus. Doch den Behörden wird nicht gestattet, in Mali – wo der Ursprung der Krankheit vermutet wird – nach den Ursachen zu forschen. Notgedrungen wenden sich die WHO-Ärzte Eva Rojas und Frank Hopper an die beiden NUMA-Abenteurer Dirk Pitt und Al Giordino. Diese wollen nach dem mysteriösen Panzerschiff CSS Texas  der Konföderierten Staaten aus dem Sezessionskrieg suchen, das in Afrika gestrandet sein soll, und nehmen die Ärzte ein Stück den Niger mit hinauf.
Doch Dirk und Al geraten immer wieder mit feindlichen Soldaten des gefürchteten malischen Kriegsherrn General Zateb Kazim aneinander. Als auch die WHO-Ärzte in einen militärischen Hinterhalt geraten und Dr. Hopper umgebracht wird, vermutet das verbliebene Trio, dass eine Verschwörung im Gange ist. Tatsächlich paktiert Kazim heimlich mit dem französischen Großindustriellen Yves Massarde, der in einer solaren Müllverbrennungsanlage tonnenweise Giftmüll deponiert. Dieser sickert in einen unterirdischen Nebenarm des Niger und verseucht dadurch das Grundwasser.
Inzwischen finden Dirks und Als Verbündete Admiral Sandecker und Rudi Gunn heraus, dass die von Massarde eingeleiteten Toxine ein Wachstum von Rotalgen hervorrufen, welches, wenn es in die Ozeane gelangt, alsbald das Weltklima gefährden könnte.
Dirk, Al und Eva können in die Fabrik eindringen und in letzter Sekunde deren Zerstörung verhindern. In einem actionreichen Showdown gelingt es ihnen schließlich, nicht nur das geheimnisvolle Panzerschiff ausfindig zu machen, sondern auch Kazim auszuschalten und dessen Armee mit Hilfe einiger befreundeter Tuareg-Stämme zu überwältigen.
Die Gefahr einer Verseuchung kann beseitigt, Massarde bestraft und eine auf dem Schiff gefundene Goldladung in Sicherheit gebracht werden.

## Vergleich Buch – Film
Der Film entstand nach dem Buch Operation Sahara von Clive Cussler und ist eins von mehr als zwanzig Werken aus einer Buchreihe rund um den NUMA-Helden Dirk Pitt und dessen Sidekick Al Giordino. Für den Film wurden etliche Passagen des Buches verändert.
- Das im Buch beschriebene Schicksal um Abraham Lincoln – er befand sich als Passagier auf dem Panzerschiff und wird von Dirk und Al in der Wüste entdeckt – wurde vollkommen fallen gelassen.
- Gleiches gilt für den Handlungsbogen rund um die UNO-Eingreiftruppe, ihre Unterstützung für Dirk und Al und ihren verzweifelten Kampf gegen Kazims Truppen, bis Verstärkung eintrifft. Das ganze wurde schließlich auf den Kampf des Heldentrios gegen einen kleinen Gefechtsverband Kazims reduziert.
- Das Panzerschiff bildete nur eine Rahmenhandlung und hatte mit der eigentlichen Geschichte kaum etwas zu tun. Kazims Tod war im Buch viel unspektakulärer. Für den Film wurden beide Handlungsstränge für einen hollywoodreifen Showdown zusammengefügt.
- Die Geschichte um Kitty Mannock (als Erklärung für das von Dirk und Al in der Wüste gefundene Flugzeugwrack) wurde ebenfalls nicht thematisiert. Die Szenen wurden zwar gedreht und befinden sich als Extra auf der DVD, jedoch für den Film nicht verwendet.
- Außerdem wurde die von Kazim betriebene Strafmine, in der die WHO-Ärzte gefangengehalten werden, und aus der Dirk, Al und die UNO-Soldaten sie schließlich befreien, nicht beschrieben. Dafür wurde eine Geschichte rund um die Tuareg eingewoben. Eine Verwendung des rücksichtslosen irischen Minenaufsehers Selig O’Bannion kann weitestgehend in der Figur von Massardes Leibwächter Zakara angesehen werden.
- Rudi Gunns Flucht aus Mali war im Buch viel umfangreicher. Gleiches gilt für die Gewichtigkeit seines Parts.
- Ein Handlungszweig über die UNO-Generalsekretärin und einen abtrünnigen und verräterischen WHO-Arzt fehlt ebenfalls.
- Der im Buch beschriebene recht innovative Tod Yves Massardes wird im Film nur angedeutet.
- Der von Delroy Lindo verkörperte Agent Carl ist eine Erfindung für das Drehbuch und kommt im Buch nicht vor.
- Als Running Gag der Buchreihe schrieb sich Clive Cussler stets einen Cameo-Auftritt in seine Romane. Auf etwas Ähnliches wurde im Film verzichtet.
- In den Büchern dienten Dirk und Al in der US Air Force. Im Film sieht man während des Credits Fotos von Dirk und Al, die sie in der Uniform der US Navy zeigt.

## Sonstiges
- Der Film wurde von Januar bis März 2004 zunächst in Marokko, dann einen Monat lang in Spanien und schließlich weitere fünf Wochen in Großbritannien gedreht. Die Dreharbeiten in Afrika wurden oft durch auftretende Sandstürme behindert. In England entstanden auf einem abgelegenen Armeegelände die Aufnahmen des fahrenden Panzerschiffes vom Anfang des Films.
- Eigentlich sollte Sahara viel früher realisiert werden. Die Dreharbeiten sollten im Sommer 2001 mit Hugh Jackman als Hauptdarsteller beginnen. Allerdings wurde der Dreh wegen der Anschläge vom 11. September auf Eis gelegt. Als die Wogen sich 2003 geglättet hatten, stand jedoch Jackman nicht mehr zur Verfügung, da er X-Men 2 drehte. Zwischenzeitlich machten auch Gerüchte die Runde, wonach Tom Cruise oder Brad Pitt die Rolle spielen sollten.
- Im Vorspann wird durch Dirk Pitts Arbeitszimmer geschwenkt, unter anderem auch auf mehrere Zeitungsausschnitte. Einer verweist auf Dirks Hebeaktion der Titanic. Dies ist gleichzeitig ein Verweis auf ein anderes Cussler-Buch – Hebt die Titanic! – welches eine der ersten Veröffentlichungen war und auch bereits verfilmt wurde.
- Während der Bootjagd auf dem Niger sucht Al nach Zigarren. Dies ist ein Querverweis auf einen weiteren Insider-Gag der Dirk-Pitt-Buchreihe: den „Zigarrenkrieg“ zwischen Giordino und Admiral Sandecker.
- Hauptdarsteller Matthew McConaughey fungierte auch als einer der ausführenden Produzenten, nachdem er sich sieben Jahre lang mit der Figur beschäftigt hatte. Als Dirk Pitt trug er den Romanen entsprechend grüne Kontaktlinsen und färbte sich die Haare braun. Des Weiteren machte er Werbung für seinen Film, indem er mit einem Ford-Pick-up und einem Wohnwagen mit Sahara-Aufschrift durch die USA fuhr.
- Als Darstellerin in den nicht verwendeten Szenen mit Kitty Mannock fungierte Dayna Cussler, die Tochter des Autors Clive Cussler.
- Matthew McConaughey und Penelope Cruz wurden nach Ende der Dreharbeiten tatsächlich ein Paar. Das Verhältnis ging jedoch einvernehmlich aufgrund der Fernbeziehung in die Brüche.
- Das Innenset von Massardes Verbrennungsanlage ist eine in England ansässige Fabrik mit Testzentrum für ehemalige Concorde-Flugzeugturbinen.

## Kritik und finanzieller Erfolg
Sahara erhielt gemischte Kritiken. Auf Rotten Tomatoes erhielt der Film eine Zustimmung von 38 % bei 175 Kritiken: "Ein einfältiger Abenteuerstreifen mit einer absurden Handlung."
Der Film war ein Kinoflop. Einem Budget von 160 Millionen USD standen Einnahmen an der Kinokasse von lediglich 119 Millionen USD gegenüber.

## Synchronisation
- Matthew McConaughey: Benjamin Völz
- Steve Zahn: Gerrit Schmidt-Foß
- Penélope Cruz: Bianca Krahl
- William H. Macy: Joachim Tennstedt
- Lennie James: Torsten Michaelis
- Lambert Wilson: Stefan Gossler
- Delroy Lindo: Jan Spitzer
- Glynn Turman: Klaus-Dieter Klebsch